# Kamenica (Drvar, BiH)
Kamenica je naseljeno mjesto u općini Drvar, Federacija Bosne i Hercegovine, BiH.

## Povijest
Ovdje je 22. kolovoza 1942. formirana Treća krajiška proleterska udarna brigada.
U velikosrpskoj agresiji na BiH u Kamenici je bio logor, koji je bio u funkciji od 1992. do 1995. godine. Kroz ovaj logor prošlo je više od 200 logoraša, od kojih je 50 ubijeno. Za zločine u logoru Kamenica, pred Sudom Bosne i Hercegovine pravosnažno su osuđeni Dragan Rodić na osam godina zatvora i to za kaznena djela zločina protiv čovječnosti i zločina protiv ratnih zarobljenika te Ratko Dronjak, koji je za kaznena djela zločin protiv čovječnosti i ratni zločin protiv civilnog stanovništva osuđen na 18 godina zatvora. [nedostaje izvor]

## Stanovništvo
1991. godine u Kamenici je živjelo 167 stanovnika, od čega:
- Srbi 163
- Jugoslaveni 3
- Hrvati 1

## Poznate osobe
- Marija Bursać

## Znamenitosti
U Kamenici je pravoslavna kapela sv. velikomučenika Dimitrija.
Na brežuljku Spasovine u podnožju Kamenice pokopana je 1943. godine Marija Bursać, narodni heroj Jugoslavije.